# Cromwell (Nottinghamshire)
Pour les articles homonymes, voir Cromwell.
Cromwell est un village du Nottinghamshire, en Angleterre.